# Odette Annable
Odette Juliette Annable (Los Ángeles; 10 de mayo de 1985), nacida como Odette Juliette Yustman, es una actriz estadounidense conocida por protagonizar la película The Unborn y sus papeles de Jessica Adams en la serie House y Reign en la serie Supergirl.

## Biografía

### Primeros años
Su madre, Lydia, es cubana y su padre, Víctor,  es colombiano de ascendencia italiana y francesa, nacido en Bogotá. Por estos orígenes, Odette habla un fluido español: «Aprendí español en casa, ya que la mitad de mi familia no hablaba inglés. Es mi primer idioma». Se graduó en Woodcrest Christian High School (Riverside, California) y tras ello, pensó en titularse en financiación de empresas, pero en último momento decidió ser actriz.

## Vida personal
Contrajo matrimonio con el actor estadounidense Dave Annable el 10 de octubre de 2010, adoptando a partir de ese año el apellido de su cónyuge a nivel personal y artístico. Odette dio a luz a una niña Charlie Mae Annable el 7 de septiembre de 2015. En mayo de 2022 se hizo público que serían padres otra vez. El 13 de octubre de 2022 nació su hija Andersen Lee Annable.
Considerada la octogésima octava mujer más sexy del mundo según FHM en 2008, fue novia de Trevor Wright y prometida del también actor Nicolas Ivan Yu.

## Carrera
A pesar de que su primer papel en el cine fue a los cuatro años en Kindergarten Cop (1990), más tarde participó en series como October Road y South Beach. En 2007 protagonizó la película para televisión Reckless Behavior: Caught on Tape y un año más tarde protagonizó Cloverfield, producida por J. J. Abrams. Prestó su voz también a Amata en Fallout 3. 
Generó polémica en internet el póster promocional de The Unborn (2009), pues se creía que se estaba explotando el físico de la actriz, protagonista de la película. Ese mismo año participó en el video musical de «(If You're Wondering If I Want You To) I Want You To», de la banda de rock Weezer.

### Premios y nominaciones
Fue nominada en los Teen Choice Awards por la película de terror Cloverfield.

## Filmografía
| Películas   | Películas                                      | Películas                 | Películas        |
| Año         | Película                                       | Papel                     | Notas            |
| ----------- | ---------------------------------------------- | ------------------------- | ---------------- |
| 1990        | Kindergarten Cop                               | Rosa                      |                  |
| 1996        | Remembrance                                    | Charlotte                 |                  |
| 1996        | Dear God                                       | Angela, hija              |                  |
| 2006        | The Holiday                                    | Pareja besándose          |                  |
| 2007        | Reckless Behavior: Caught on Tape              | Emma Norman               |                  |
| 2007        | Walk Hard: The Dewey Cox Story                 | Reefer Girl               |                  |
| 2008        | Cloverfield                                    | Elizabeth "Beth" McIntyre | Coprotagonista   |
| 2009        | The Unborn                                     | Casey Beldon              |                  |
| 2009        | Operation: Endgame                             | Temperance                |                  |
| 2010        | And Soon the Darkness                          | Ellie                     |                  |
| 2010        | ¿Otra vez tú?                                  | Joanna                    |                  |
| 2010        | Group Sex                                      | Vanessa                   |                  |
| 2011        | Un chihuahua de Beverly Hills 2                | Chloe (voz)               |                  |
| 2011        | La sombra de la traición                       | Natalie                   |                  |
| 2012        | Una fiesta de chihuahuas 3: La fiesta comienza | Chloe (voz)               |                  |
| Televisión  |                                                |                           |                  |
| Año         | Título                                         | Papel                     | Notas            |
| 2004        | Quintuplets                                    | Kelly Helberg             |                  |
| 2006        | South Beach                                    | Arielle Casta             |                  |
| 2006        | Monk                                           | Courtney                  |                  |
| 2007-2008   | October Road                                   | Aubrey Diaz               | 17 episodios     |
| 2010-2011   | Brothers & Sisters                             | Annie                     | 5 episodios      |
| 2011-2012   | House M.D.                                     | Dra. Jessica Adams        | 21 episodios     |
| 2011-2012   | Breaking in                                    | Melanie García            | 13 episodios     |
| 2013-2015   | Banshee                                        | Nola Sombralarga          | 11 episodios     |
| 2014        | Dos hombres y medio                            | Nicole                    | 3 episodios      |
| 2014        | Rush                                           | Sarah Peterson            | 5 episodios      |
| 2015        | Astronaut Wives Club                           | Trudy Cooper              | 10 episodios     |
| 2015-2016   | The Grinder                                    | Devin Stutz               | 3 episodios      |
| 2016-2017   | Pure Genius                                    | Zoe Brockett              | 13 episodios     |
| 2017-2020   | Supergirl                                      | Samantha Arias/Reign      | 21 episodios     |
| 2018        | Elena de Ávalor                                | Senorita Marisol          | Voz, 2 episodios |
| 2019-2020   | Tell Me a Story                                | Madelyn Pruitt            | 10 episodios     |
| 2021-2024   | Walker                                         | Geraldine Broussard       | 21 episodios     |
| Videojuegos |                                                |                           |                  |
| Año         | Título                                         | Papel                     | Notas            |
| 2008        | Fallout 3                                      | Amata Almodóvar           |                  |